# 2. česká hokejová liga 2019/2020
Sezóna 2019/2020 byla 27. ročníkem 2. české hokejové ligy. Soutěže se zúčastnilo celkem 26 týmů. Tato hokejová soutěž je 3. nejvyšší hokejovou soutěží v České republice. Nejvyšší soutěží je Tipsport Extraliga, druhou nejvyšší soutěží je pak Chance Liga, tato stránka pojednává o třetí nejvyšší hokejové soutěži v České republice.
WSM Liga započala proces postupného rozšiřování, tudíž žádný tým z ní do 2. hokejové ligy nesestoupil. Naopak do WSM ligy postoupil tým HC Baník Sokolov. Kromě sestupujícího týmu HC Lední Medvědi Pelhřimov v soutěži nepokračují ani týmy HC Orlová, HC Letci Letňany a NED Hockey Nymburk.
Letňany prodaly licenci týmu HC Příbram (v sezoně 2018/2019 Středočeská krajská liga). Dalším nováčkem je tým BK Nová Paka z královéhradecké krajské ligy, který si vybojoval postup v kvalifikaci o 2. ligu. Oproti tomu tým HC Wolves Český Těšín (vítěz Moravskoslezské krajské ligy) sice uspěl v kvalifikaci o 2. ligu, avšak nakonec neprojevil zájem postoupit.
Díky spolupráci českého a čínského hokejového svazu je do soutěže zařazeno i mužstvo China Golden Dragon, které má sloužit k rozvoji mladých čínských hokejistů před ZOH 2022 v Pekingu. Původně mělo hrát v Berouně, nakonec své zápasy hraje ve Slaném.
Kvůli šíření koronaviru SARS-CoV-2 bylo v této sezoně přerušeno play off s tím, že se o jedno postupové místo utkají vítězové základní části tří skupin (Sever, Střed a Východ). Nakonec bylo rozhodnuto vzhledem ke zpřísňujícím se opatřením proti pandemii i o zrušení této varianty a všem třem klubům byl nabídnut postup do 1. ligy.

## Formát soutěže
2. hokejová liga se po roce opět vrací k starému systému, kdy 26 týmu bude rozděleno do 3 skupin (Střed, Sever, Východ) po 8 týmech Střed a po 9 týmech Sever a Východ.

### Základní část
V základní části se týmy ve skupinách sever a východ utkají pětikolově každý s každým (40 zápasů). Ve skupině střed se hraje šestikolově každý s každým (42 zápasů).

### Play-off
Do play off postoupí šest nejlepších z každé skupiny. První dva týmy půjdou rovnou do semifinále a mužstva na třetích až šestých místech budou hrát malé čtvrtfinále o zbývající dvě místa. Všechny série play-off se budou hrát na tři vítězná utkání.

### Kvalifikace o 1. ligu
Úspěšní finalisté jednotlivých skupin se následně představí v kvalifikaci. Vrací se starý model, kdy se utká každý s každým dvakrát. Nejlepší tým bude slavit postup do Chance ligy. Sestup nikomu nehrozí, ročník 2019/20 bude nesestupový.

## Přehled účastníků
Skupina Sever: HC Vlci Jablonec nad Nisou, Mostečtí lvi, HC Děčín, HC Řisuty, HC Draci Bílina, BK Nová Paka, HC Stadion Vrchlabí, HC RODOS Dvůr Králové nad Labem
Skupina Střed: HC David Servis České Budějovice, HC Tábor, IHC Písek, HC Klatovy, HC Příbram, China Golden Dragon, HC Kobra Praha, SC Kolín
Skupina Východ:BK Havlíčkův Brod, SKLH Žďár nad Sázavou, HC Moravské Budějovice 2005, HC Slezan Opava, SHK iClinic Hodonín, Draci Šumperk,HK Nový Jičín, HC Kopřivnice, HC Bobři Valašské Meziříčí

## Základní část
| Vysvětlivka                    |
| ------------------------------ |
| Postup do semifinále play off  |
| Postup do čtvrtfinále play off |

### Skupina sever
| Poř. | Tým                             | Z  | V  | VP | PP | P  | VG  | OG  | B   |
| ---- | ------------------------------- | -- | -- | -- | -- | -- | --- | --- | --- |
| 1.   | HC Stadion Vrchlabí             | 40 | 33 | 2  | 0  | 5  | 246 | 85  | 103 |
| 2.   | HC RODOS Dvůr Králové nad Labem | 40 | 24 | 6  | 1  | 9  | 170 | 115 | 85  |
| 3.   | Mostečtí lvi                    | 40 | 24 | 1  | 3  | 12 | 185 | 137 | 77  |
| 4.   | HC Děčín                        | 40 | 16 | 4  | 3  | 17 | 166 | 186 | 59  |
| 5.   | HC Řisuty                       | 40 | 14 | 4  | 5  | 17 | 145 | 173 | 55  |
| 6.   | HC Trutnov                      | 40 | 13 | 4  | 3  | 20 | 128 | 176 | 50  |
| 7.   | HC Vlci Jablonec nad Nisou      | 40 | 12 | 1  | 8  | 19 | 145 | 183 | 46  |
| 8.   | BK Nová Paka                    | 40 | 7  | 6  | 3  | 24 | 118 | 158 | 36  |
| 9.   | HC Draci Bílina                 | 40 | 8  | 1  | 3  | 28 | 140 | 230 | 29  |

### Skupina střed
| Poř. | Tým                              | Z  | V  | VP | PP | P  | VG  | OG  | B  |
| ---- | -------------------------------- | -- | -- | -- | -- | -- | --- | --- | -- |
| 1.   | SC Kolín                         | 42 | 30 | 1  | 1  | 10 | 204 | 112 | 93 |
| 2.   | HC Tábor                         | 42 | 27 | 2  | 0  | 13 | 207 | 102 | 85 |
| 3.   | HC Příbram                       | 42 | 27 | 1  | 2  | 12 | 244 | 128 | 85 |
| 4.   | HC Klatovy                       | 42 | 21 | 7  | 1  | 13 | 187 | 115 | 78 |
| 5.   | HC Kobra Praha                   | 42 | 24 | 1  | 2  | 15 | 221 | 154 | 76 |
| 6.   | HC David Servis České Budějovice | 42 | 17 | 1  | 2  | 22 | 155 | 165 | 55 |
| 7.   | IHC Písek                        | 42 | 8  | 1  | 5  | 28 | 116 | 228 | 31 |
| 8.   | China Golden Dragon              | 42 | 0  | 0  | 1  | 41 | 76  | 406 | 1  |

### Skupina východ
| Poř. | Tým                         | Z  | V  | VP | PP | P  | VG  | OG  | B   |
| ---- | --------------------------- | -- | -- | -- | -- | -- | --- | --- | --- |
| 1.   | Draci Šumperk               | 40 | 31 | 4  | 2  | 3  | 211 | 89  | 103 |
| 2.   | HC Slezan Opava             | 40 | 20 | 2  | 4  | 14 | 146 | 132 | 68  |
| 3.   | BK Havlíčkův Brod           | 40 | 19 | 2  | 6  | 13 | 148 | 133 | 67  |
| 4.   | SHK Hodonín                 | 40 | 14 | 10 | 3  | 13 | 148 | 140 | 65  |
| 5.   | HC Bobři Valašské Meziříčí  | 40 | 18 | 3  | 4  | 15 | 138 | 123 | 64  |
| 6.   | HC Tatra Kopřivnice         | 40 | 17 | 2  | 3  | 18 | 125 | 122 | 58  |
| 7.   | SKLH Žďár nad Sázavou       | 40 | 14 | 3  | 4  | 19 | 138 | 152 | 52  |
| 8.   | HK Nový Jičín               | 40 | 12 | 4  | 1  | 23 | 118 | 165 | 45  |
| 9.   | HC Moravské Budějovice 2019 | 40 | 5  | 0  | 3  | 32 | 105 | 221 | 18  |

## Play-off

### Pavouk

#### Sever
|  | Čtvrtfinále                     | Čtvrtfinále  |  |  | Semifinále | Semifinále |  |  | Finále | Finále |
|  |                                 |              |  |  |            |            |  |  |        |        |
|  |                                 |              |  |  |            |            |  |  |        |        |
|  | HC Stadion Vrchlabí             |              |  |  |            |            |  |  |        |        |
|  |                                 |              |  |  |            |            |  |  |        |        |
|  |                                 |              |  |  |            |            |  |  |        |        |
|  | HC Stadion Vrchlabí             |              |  |  |            |            |  |  |        |        |
|  |                                 |              |  |  |            |            |  |  |        |        |
|  |                                 |              |  |  |            |            |  |  |        |        |
|  | HC Děčín                        | 2            |  |  |            |            |  |  |        |        |
|  | HC Děčín                        | 2            |  |  |            |            |  |  |        |        |
|  | HC Řisuty                       | 1            |  |  |            |            |  |  |        |        |
|  | HC Řisuty                       | 1            |  |  |            |            |  |  |        |        |
|  |                                 |              |  |  |            |            |  |  |        |        |
|  |                                 |              |  |  |            |            |  |  |        |        |
|  | HC RODOS Dvůr Králové nad Labem |              |  |  |            |            |  |  |        |        |
|  |                                 |              |  |  |            |            |  |  |        |        |
|  |                                 |              |  |  |            |            |  |  |        |        |
|  | HC RODOS Dvůr Králové nad Labem |              |  |  |            |            |  |  |        |        |
|  |                                 |              |  |  |            |            |  |  |        |        |
|  |                                 | Mostečtí lvi |  |  |            |            |  |  |        |        |
|  | Mostečtí lvi                    | 3            |  |  |            |            |  |  |        |        |
|  | Mostečtí lvi                    | 3            |  |  |            |            |  |  |        |        |
|  | HC Trutnov                      | 0            |  |  |            |            |  |  |        |        |
|  | HC Trutnov                      | 0            |  |  |            |            |  |  |        |        |

#### Střed
|  | Čtvrtfinále                      | Čtvrtfinále |  |  | Semifinále | Semifinále |  |  | Finále | Finále |
|  |                                  |             |  |  |            |            |  |  |        |        |
|  |                                  |             |  |  |            |            |  |  |        |        |
|  | SC Kolín                         |             |  |  |            |            |  |  |        |        |
|  |                                  |             |  |  |            |            |  |  |        |        |
|  |                                  |             |  |  |            |            |  |  |        |        |
|  | SC Kolín                         |             |  |  |            |            |  |  |        |        |
|  |                                  |             |  |  |            |            |  |  |        |        |
|  |                                  |             |  |  |            |            |  |  |        |        |
|  | HC Klatovy                       | 2           |  |  |            |            |  |  |        |        |
|  | HC Klatovy                       | 2           |  |  |            |            |  |  |        |        |
|  | HC Kobra Praha                   | 1           |  |  |            |            |  |  |        |        |
|  | HC Kobra Praha                   | 1           |  |  |            |            |  |  |        |        |
|  |                                  |             |  |  |            |            |  |  |        |        |
|  |                                  |             |  |  |            |            |  |  |        |        |
|  | HC Tábor                         |             |  |  |            |            |  |  |        |        |
|  |                                  |             |  |  |            |            |  |  |        |        |
|  |                                  |             |  |  |            |            |  |  |        |        |
|  | HC Tábor                         |             |  |  |            |            |  |  |        |        |
|  |                                  |             |  |  |            |            |  |  |        |        |
|  |                                  |             |  |  |            |            |  |  |        |        |
|  | HC Příbram                       | 2           |  |  |            |            |  |  |        |        |
|  | HC Příbram                       | 2           |  |  |            |            |  |  |        |        |
|  | HC David Servis České Budějovice | 1           |  |  |            |            |  |  |        |        |
|  | HC David Servis České Budějovice | 1           |  |  |            |            |  |  |        |        |

#### Východ
|  | Čtvrtfinále          | Čtvrtfinále |  |  | Semifinále | Semifinále |  |  | Finále | Finále |
|  |                      |             |  |  |            |            |  |  |        |        |
|  |                      |             |  |  |            |            |  |  |        |        |
|  | Draci Šumperk        |             |  |  |            |            |  |  |        |        |
|  |                      |             |  |  |            |            |  |  |        |        |
|  |                      |             |  |  |            |            |  |  |        |        |
|  | Draci Šumperk        |             |  |  |            |            |  |  |        |        |
|  |                      |             |  |  |            |            |  |  |        |        |
|  |                      |             |  |  |            |            |  |  |        |        |
|  | SHK Hodonín          | 2           |  |  |            |            |  |  |        |        |
|  | SHK Hodonín          | 2           |  |  |            |            |  |  |        |        |
|  | HC Valašské Meziříčí | 1           |  |  |            |            |  |  |        |        |
|  | HC Valašské Meziříčí | 1           |  |  |            |            |  |  |        |        |
|  |                      |             |  |  |            |            |  |  |        |        |
|  |                      |             |  |  |            |            |  |  |        |        |
|  | HC Slezan Opava      |             |  |  |            |            |  |  |        |        |
|  |                      |             |  |  |            |            |  |  |        |        |
|  |                      |             |  |  |            |            |  |  |        |        |
|  | HC Slezan Opava      |             |  |  |            |            |  |  |        |        |
|  |                      |             |  |  |            |            |  |  |        |        |
|  |                      |             |  |  |            |            |  |  |        |        |
|  | BK Havlíčkův Brod    | 1           |  |  |            |            |  |  |        |        |
|  | BK Havlíčkův Brod    | 1           |  |  |            |            |  |  |        |        |
|  | HC Tatra Kopřivnice  | 2           |  |  |            |            |  |  |        |        |
|  | HC Tatra Kopřivnice  | 2           |  |  |            |            |  |  |        |        |

## Čtvrtfinále

### Sever

#### Mostečtí lvi (3.) - HC Trutnov (6.)
- Mostečtí lvi - HC Trutnov 3:0 (0:0, 1:0, 2:0)
- HC Trutnov - Mostečtí lvi 3:6 (1:4, 2:1, 0:1)
- Mostečtí lvi - HC Trutnov 8:4 (2:1, 4:0, 2:3)

Konečný stav série 3:0 na zápasy pro Mostečtí lvi

#### HC Děčín (4.) - HC Řisuty (5.)
- HC Děčín - HC Řisuty 6:3 (2:1, 1:1, 3:2)
- HC Řisuty - HC Děčín 4:3 (1:2, 2:0, 1:1)
- HC Děčín - HC Řisuty 5:1 (1:0, 2:0, 2:1)
- HC Řisuty - HC Děčín 0:0 (0:0, 0:0, 0:0)

Stav série 2:1 na zápasy pro HC Děčín

### Střed

#### HC Příbram (3.) - HC David servis České Budějovice (6.)
- HC Příbram - HC David Servis České Budějovice 5:2 (2:1, 1:0, 2:1)
- HC David Servis České Budějovice - HC Příbram 6:2 (1:0, 2:0, 3:2)
- HC Příbram - HC David Servis České Budějovice 7:0 (4:0, 2:0, 1:0)
- HC David Servis České Budějovice - HC Příbram 0:0 (0:0, 0:0, 0:0)

Stav série 2:1 na zápasy pro HC Příbram

#### HC Klatovy (4.) - HC Kobra Praha (5.)
- HC Klatovy - HC Kobra Praha 4:2 (2:0, 1:0, 1:2)
- HC Kobra Praha - HC Klatovy 1:5 (1:2, 0:2, 0:1)
- HC Klatovy - HC Kobra Praha 1:2 PP (0:1, 1:0, 0:0 - 0:1)
- HC Kobra Praha - HC Klatovy 0:0 (0:0, 0:0, 0:0)

Stav série 2:1 na zápasy pro HC Klatovy

### Východ

#### BK Havlíčkův Brod (3.) - HC Kopřivnice (6.)
- BK Havlíčkův Brod - HC Tatra Kopřivnice 3:0 (0:0, 1:0, 2:0)
- HC Tatra Kopřivnice - BK Havlíčkův Brod 2:1 PP (0:0, 0:1, 1:0 - 1:0)
- BK Havlíčkův Brod - HC Tatra Kopřivnice 0:1 (0:0, 0:1, 0:0)
- HC Tatra Kopřivnice - BK Havlíčkův Brod 0:0 (0:0, 0:0, 0:0)

Stav série 1:2 na zápasy pro HC Tatra Kopřivnice

#### SHK Hodonín (4.) - HC Valašské Meziříčí (5.)
- SHK Hodonín - HC Valašské Meziříčí 4:2 (1:0, 1:2, 2:0)
- HC Valašské Meziříčí - SHK Hodonín 4:5 PP (1:1, 3:2, 0:1 - 0:1)
- SHK Hodonín - HC Valašské Meziříčí 0:3 (0:0, 0:1, 0:2)
- HC Valašské Meziříčí - SHK Hodonín 0:0 (0:0, 0:0, 0:0)

Stav série 2:1 na zápasy pro SHK Hodonín

## Semifinále
Žádný semifinálový zápas se neodehrál.

## Kvalifikace o postup do 2. ligy
Kvalifikace o postup do 2. ligy byla v této sezoně zrušena kvůli šíření koronaviru SARS-CoV-2, některé krajské ligy nebyly (včetně play off) dohrány do konce. Právo účasti v sezoně 2020/2021 získalo deset klubů z jednotlivých krajských lig, které dosáhly nejlepšího výsledku před ukončením sezony.
Jsou to týmy: 
- HC Frýdek-Místek "B" (lépe umístěný účastník finále play off ligy Moravskoslezského kraje),
- HC Lední Medvědi Pelhřimov (lépe umístěný účastník finále play off ligy Jihočeského kraje),
- HC Rakovník (nejlépe umístěný účastník semifinále play off ligy Středočeského kraje),
- HC Slovan Moravská Třebová (lépe umístěný účastník finále play off ligy Pardubického kraje),
- HC Stadion Cheb (lépe umístěný účastník finále play off ligy Karlovarského a Plzeňského kraje),
- HC Stavební stroje Jičín (lépe umístěný účastník finále play off ligy Libereckého kraje),
- HC TNP Praha (nejlépe umístěný účastník ligy Pražského kraje, jehož první tým nemá zastoupení ve II. lize ČR),
- HC Tygři Klášterec nad Ohří (vítěz play off ligy Ústeckého kraje),
- HHK Velké Meziříčí (lépe umístěný účastník finále play off ligy Jihomoravského a Zlínského kraje) a
- Stadion Nový Bydžov (lépe umístěný účastník finále play off ligy Královéhradeckého kraje).